# Federazione Internazionale Padel
La Federazione Internazionale Padel (FIP), con sede a Madrid, è l'organo di governo mondiale per lo sport del padel. Fondata nel 1991 da rappresentanti di Spagna, Argentina e Uruguay, è un'associazione senza scopo di lucro che mira a promuovere e sviluppare il padel a livello globale.
La FIP pubblica classifiche maschili e femminili basate sui risultati ottenuti nei tornei Premier Padel e Cupra FIP Tour, i due circuiti principali del padel professionistico.

## Presidenti
- 1991-1993:  Julio Alegría Artiach
- 1993-1996:  Diógenes de Urquiza Anchorena
- 1996-2000:  Diógenes de Urquiza Anchorena
- 2003-2006:  Eduardo Góngora Benítez de Lugo
- 2006-2008:  Adilson Hilário Dallagnol
- 2008-2012:   Adilson Hilário Dallagnol
- 2012-2016:  Daniel Alejandro Patti
- 2016-2018:  Daniel Alejandro Patti
- 2018-presente:  Luigi Carraro